# 1612
| [ Edytuj tabelę ]              | |
| Król Polski                    | - 1587 Zygmunt III Waza 1632 |
| Współksiążęta Andory           | - 1610 Bernat de Salba i Salba 1622 - 1610 Ludwik XIII 1643 |
| Król Anglii i Szkocji          | - 1603 Jakub I 1625 |
| Elektor Brandenburgii          | - 1608 Jan Zygmunt 1619 |
| Książę Bawarii                 | - 1597 Maksymilian I Bawarski 1623 |
| Sułtan Brunei                  | - 1605 Hassan 1619 |
| Cesarz Chin                    | - 1572 Wanli 1620 |
| Król Czech                     | - 1611 Maciej Habsburg 1619 |
| Król Danii                     | - 1588 Chrystian IV 1648 |
| Dalajlama                      | - 1589 Jonten Gjaco 1616 |
| Cesarz Etiopii                 | - 1606 Susnyjos I 1632 |
| Król Francji                   | - 1610 Ludwik XIII 1643 |
| Król Hiszpanii                 | - 1598 Filip III 1621 |
| Landgraf Hesji-Kassel          | - 1592 Maurycy Uczony 1627 |
| Stadhouder Holandii            | - 1584 Maurycy Orański 1625 |
| Szach Iranu                    | - 1587 Abbas I Wielki 1629 |
| Państwo Wielkich Mogołów       | - 1605 Dżahangir 1627 |
| Król Irlandii                  | - 1603 Jakub I Stuart 1625 |
| Cesarz Japonii                 | - 1611 Go-Mizunoo 1629 |
| Kalif                          | - 1603 Ahmed I 1617 |
| Patriarcha Konstantynopola     | - 1607 Neofit II 1612 - 1612 Cyryl Lukaris 1612 - 1612 Tymoteusz II 1620                                                                                         |
| Władca Korei                   | - 1608 Kwanghaegun 1623 |
| Książę Kurlandii i Semigalii   | - 1587 Fryderyk Kettler 1642 - 1587 Wilhelm Kettler 1616 |
| Książę Liechtensteinu          | - 1608 Karol I 1627 |
| Książę Monako                  | - 1612 Honoriusz II 1662 |
| Król Nawarry                   | - 1610 Ludwik XIII 1643 |
| Król Norwegii                  | - 1588 Chrystian IV 1648 |
| Sułtan Omanu                   | - 1560 Abd Allah ibn Muhammad 1624 |
| Elektor Palatynatu             | - 1610 Fryderyk V 1623 |
| Papież                         | - 1605 Paweł V 1621 |
| Książę Parmy i Piacenzy        | - 1592 Ranuccio I 1622 |
| Król Portugalii                | - 1598 Filip II 1621 |
| Książę w Prusach               | - 1568 Albrecht Fryderyk 1618 - 1608 Jan Zygmunt 1620 |
| Car Rosji                      | - 1610 Władysław IV Waza 1613 |
| Cesarz Rzymski (niemiecki)     | - 1576 Rudolf II Habsburg 1612 - 1612 Maciej Habsburg 1619 |
| Kapitanowie Regenci San Marino | - 1611 Francesco Bonelli Belluzzo Belluzzi 1612 - 1612 Pier Francesco Bonetti Francesco Maria Corbelli 1612 - 1612 Pietro Tosini Corbelli Innocenzo Bonelli 1613 |
| Elektor Saksonii               | - 1611 Jan Jerzy I Wettyn 1656 |
| Król Szkocji                   | - 1567 Jakub VI 1625 |
| Król Szwecji                   | - 1611 Gustaw II Adolf 1632 |
| Król Tajlandii                 | - 1611 Songtham 1628 |
| Sułtan Turków                  | - 1603 Ahmed I 1617 |
| Doża Wenecji                   | - 1606 Leonardo Donato 1612 - 1612 Marcantonio Memmo 1615 |
| Król Węgier                    | - 1608 Maciej 1619 |
| Książęta Wirtembergii          | - 1608 Jan Fryderyk 1628 |

Rok 1612 / MDCXII
stulecia: XVI wiek ~
XVII wiek ~
XVIII wiek

lata: 1602 «
1607 «
1608 «
1609 «
1610 «
1611 «
1612
» 1613
» 1614
» 1615
» 1616
» 1617
» 1622

## Wydarzenia w Polsce
- 19 lipca – klęska wojsk polskich Stefana Potockiego w bitwie z Turkami i Tatarami pod Sasowym Rogiem. Potocki został wzięty do niewoli.

## Wydarzenia na świecie
- 6 stycznia – Axel Oxenstierna został kanclerzem Szwecji.
- 10 maja – Szahdżahan, późniejszy władca muzułmańskiego imperium w Indiach z dynastii Mogołów, poślubił swoją trzecią żonę Mumtaz Mahal, dla której po jej śmierci nakazał wybudować mauzoleum Tadź Mahal w Agrze.
- 13 czerwca – Maciej Habsburg został cesarzem rzymskim.
- Powstanie przeciwko polskiej okupacji, które wybuchło w Rosji jesienią 1612 roku (w trakcie tzw. Wielkiej smuty).
- 3 września – wojna polsko-rosyjska: została stoczona bitwa pod Moskwą; nieudana próba odsieczy oblężonej na Kremlu polskiej załogi, podjęta przez hetmana wielkiego litewskiego Jana Karola Chodkiewicza.
- 7 listopada – wielka smuta: kapitulacja polskiej załogi na Kremlu w Moskwie. Po zdobyciu przez Rosjan Kitajgrodu, w obliczu braku żywności i bez nadziei na odsiecz, dowodzący polską załogą na oblężonym Kremlu pułkownik Mikołaj Struś poddał placówkę (według starego stylu było to 28 października).
- 15 grudnia – niemiecki astronom Simon Marius sporządził pierwszy opis Galaktyki Andromedy, bazujący na obserwacjach teleskopowych.
- 28 grudnia – 234 lata przed oficjalnym odkryciem Galileusz po raz pierwszy zaobserwował Neptuna, biorąc go za gwiazdę.

## Urodzili się
- 25 czerwca – Jan Albert Waza, polski biskup, syn króla Zygmunta III Wazy (zm. 1634)
- 17 sierpnia – Jeremi Michał Wiśniowiecki, kniaź Jarema, postrach Kozaków, jeden z najbogatszych obywateli Rzeczypospolitej Obojga Narodów; autor, sponsor i wykonawca największej i najszybszej akcji kolonizacyjnej w dziejach Polski (zm. 1651)
- 17 listopada – Dorgon, książę mandżurski, autor mandżurskiego podboju Chin, regent, pośmiertnie honorowy cesarz (zm. 1650)
- data dzienna nieznana – Michał Boym, jezuita, podróżnik, misjonarz, syn nadwornego lekarza Zygmunta III Wazy, który dotarł do Chin (ur. 1612 lub 1614, zm. 1659)

## Zmarli
- 20 stycznia – Rudolf II Habsburg, cesarz rzymski (ur. 1552)
- 4 lutego – Józef z Leonessy, włoski kapucyn, misjonarz, święty katolicki (ur. 1556)
- 8 czerwca – Hans Leo Hassler, niemiecki kompozytor i organista (ur. 1564)
- 12 sierpnia – Giovanni Gabrieli, włoski kompozytor i organista (ur. 1555)
- 12 września - Wasyl IV Szujski, car rosyjski (ur. 1552)
- 27 września – ks. Piotr Skarga, pisarz i kaznodzieja (ur. 1536)
- 26 października – Jean Bauhin, szwajcarski naturalista, botanik i herbarysta (ur. 1541)
- 5 grudnia – Jan Almond, angielski duchowny katolicki, męczennik, święty (ur. 1577)

## Święta ruchome
- Tłusty czwartek: 1 marca
- Ostatki: 6 marca
- Popielec: 7 marca
- Niedziela Palmowa: 15 kwietnia
- Wielki Czwartek: 19 kwietnia
- Wielki Piątek: 20 kwietnia
- Wielka Sobota: 21 kwietnia
- Wielkanoc: 22 kwietnia
- Poniedziałek Wielkanocny: 23 kwietnia
- Wniebowstąpienie Pańskie: 31 maja
- Zesłanie Ducha Świętego: 10 czerwca
- Boże Ciało: 21 czerwca